# Finisterre-foki csata
A Finisterre-foki csata 1805. július 22-én zajlott le Galicia mellett, a spanyol partoknál a harmadik koalíciós háborúban. Robert Calder angol admirális megakadályozta a Pierre Charles Silvestre de Villeneuve francia tengernagy vezette  francia–spanyol hajóhadat abban, hogy behajózzon a La Manche-csatornába, és segítséget nyújtson Napóleon Anglia elleni inváziójához.

## Stratégiai előzmények
A törékeny 1802. évi amiens-i béke véget ért, amikor Bonaparte első konzul 1803. május 18-án annektálta a Szárd-Piemonti Királyság kontinentális területeit, Savoyát és Piemontot, és Anglia ismét hadba lépett Franciaország ellen. Bonaparte tábornok blokádot szervezett a szigetország ellen és inváziót tervezett a „ködös Albion” megszállására.
1805-ben az francia „Anglia-Hadsereg” („Armée d’Angleterre”) 150 000 fős erővel Boulogne-ban táborozott. Ha ez a haderő átkelt volna a La Manche csatornán, valószínűleg könnyen legyőzhette volna a gyengén felszerelt és kiképzett brit hadsereget és milíciát. A terv szerint a francia flotta Toulon és Brest kikötőjénél kitör az angol blokádból, fenyegeti a Nyugat-Indiákat és így szétzilálja a brit védelmet az Atlanti-óceán térségében. Az egyesült flotta Martinique-nél találkozik és visszakanyarodik Európa felé, szárazföldi erőket tesz ki Írországban, és lázadást szít, majd legyőzi a meggyengült brit őrjáratokat a Csatornán és segít átszállítani a katonáit a Doveri-szoroson.
Villeneuve tengernagy 1805. március 29-én hajózott ki Toulonból tizenegy sorhajóval, hat fregattal és két briggel. Kikerülte Nelson admirális blokádot alkotó hajóit és április 8-án áthajózott a Gibraltári-szoroson. Cádiz-nál áttört a brit őrhajókon és hat spanyol sorhajót csatolt flottájához. Az egyesült hajóhad elindult a Karib-térség felé és május 12-én elérte Martinique-ot. Nelson a Földközi-tengeren tartózkodott, a nyugati szél miatt egészen 1805. május 7-ig nem tudott átkelni a szoroson. A brit flotta tíz hajója június 4-én érte el Antiguát. Villeneuve admirális Martinique-nél Ganteaume admirális bresti flottáját várta, de az nem tudott áttörni a brit blokádon. Tisztjei kérésére az admirális megtámadta a brit gyarmatot, visszafoglalta Diamond Rock erődjét, és június 4-én elhagyta Martinique-ot. Június 7-én egy elfogott brit kereskedőtől megtudta, hogy Nelson megérkezett Antiguához, ezért Villeneuve június 11-én visszaindult Európa felé anélkül, hogy eredetileg kitűzött hadicéljai közül bármelyiket is elérte volna.
Az Antillák előtt elhaladva a francia–spanyol flotta belefutott egy 5 millió frank értéket szállító brit konvojba, amelynek védőkíséretét a 28 ágyús HMS Barbadoes fregatt és a HMS Netley naszád biztosította. Villeneuve tengernagy két francia fregatt-tal és a 80 ágyús spanyol Argonautával üldözőbe vett őket, és az összes hajót elfogta, csak egy kísérő hajó menekült el.

## A csata
A francia flotta visszatérésének híre július 19-én érte el Robert Calder altengernagyot. Parancsba adta Rochefort és Ferrol kikötőjének blokádját és a Finisterre-fokhoz hajózott, hogy feltartóztassa Villeneuve-t. Július 22-én 11 órakor észlelték először a másik hajóhadat.
Néhány órás délnyugati manőverezés után az angol flotta kezdte meg a támadást 17:15-kor a Hero (Alan Hyde Gardner kapitány) vezetésével, lecsapott a francia–spanyol csatavonalra. A rossz látási viszonyok miatt a csata zűrzavarba fulladt. Este nyolc körül a Firme és a San Rafaël megadta magát, ezeket az angolok elfoglalták. Calder 20:25-kor jelezte, hogy aznapra befejezték a harcot, másnap akarta folytatni a csatát. A halovány fényben és az általános zűrzavarban néhány hajó még pár órán keresztül folytatta a tüzelést.
Július 23-án a két hajóhad már 27 km-re távolodott egymástól. Calder ekkor már vonakodott egy második támadástól, idejében észrevette a különbségeket; meg kellett védenie a két súlyosan sérült hajóját a Windsor Castle-t és a Malta-t. Volt lehetősége, hogy megszemlélje a blokád alá vont flottát Rochefort és Ferro kikötőjénél, rájött ha az kihajózik és egyesül Villeneuve flottájával, az rá nagy veszélyt jelentene. Így felhagyott a támadással és északkeleti irányba indult.
Villeneuve jelentése szerint először ő akart támadni, de a nagyon gyenge szél egész nap hátráltatta az angolokhoz közeledését, és nem kockáztatott meg egy támadást a nap későbbi felében. Július 24-én megfordult a szél, amely a francia–spanyol flottának kedvezve az angolok irányába kezdett fújni – ideális pozíció a támadásra –, de a támadás helyett a francia admirális délre fordult. Amikor augusztus elsején La Coruña-ba ért, megkapta Napóleon parancsát, hogy azonnal induljon Brest és Boulogne felé, de annak az álhírnek bedőlve, hogy az angol flotta főereje a Vizcayai-öbölben tartózkodik visszatért Cádizba, augusztus 21-én érte el a kikötőt.

## Következmények
A csata az angolok győzelmét hozta: 15 angol hajó megfutamított 20 francia–spanyol hajót, és két spanyol hajót ráadásul el is foglalt. Az angol veszteség 39 halott tiszt és matróz; 159 sebesült; a francia–spanyol veszteség: 476 halott vagy sebesült tiszt és matróz. A legfontosabb azonban az a tény, hogy Villeneuve nem volt képes Írországban senkit partra tenni, és az invázióra készülő francia sereg hiába várta Boulogne-ban.
Az angol közvélemény és az Admiralitás nem látta világosan a helyzetet. Calvert leváltották parancsnoki tisztségéből, sikertelennek nyilvánították július 23–24-ei tevékenységét és szigorú megrovásban részesítették. Soha többé nem szolgált tengeren.
Napóleon alaposan csalódott az eredményben, feladta Anglia elfoglalásának tervét, a Armée d’Angleterre-t átnevezte Grande Armée-re, és augusztus 27-én elhagyta Boulogne-t, számítva egy orosz és osztrák támadásra. Néhány héttel a csata után ezt írta: „Gravina a támadás és győzelem géniusza. Ha Villeneuve is az ő képességeivel bírna, a finisterre-i csata teljes győzelem lett volna.”
Villeneuve Cádizban maradt, majd később kihajózott az egyesített francia–spanyol flottával, amely során megvívni kényszerült a katasztrofális vereségbe torkolló trafalgari csatát október 21-én.

## Részt vevő erők

### Az angol flotta
- Caldernek 15 sorhajója volt (HMS Prince of Wales, HMS Glory, HMS Barfleur, HMS Windsor Castle, HMS Malta, HMS Thunderer (1783), HMS Hero, HMS Repulse, HMS Defiance, HMS Ajax (1798), HMS Warrior, HMS Dragon, HMS Triumph, HMS Agamemnon és a HMS Raisonnable), két fregatt (HMS Egyptienne és HMS Sirius) és két kisebb hajó.

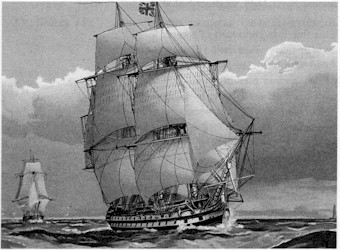
A Thunderer

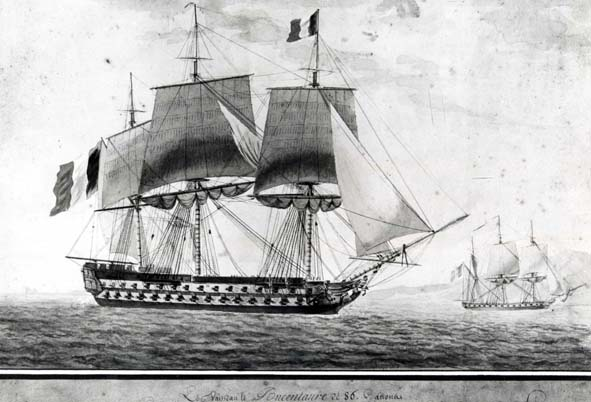
A Le Bucentaure

| Hajó                                                                                   | Veszteségek | Veszteségek | Károk                                  | Károk                                             | Károk                                  |
| Hajó                                                                                   | Halott      | Sebesült    | Vitorlázat                             | Árbóc                                             | Törzs és egyebek                       |
| -------------------------------------------------------------------------------------- | ----------- | ----------- | -------------------------------------- | ------------------------------------------------- | -------------------------------------- |
| Hero (74), Capt. Alan Hyde Gardner                                                     | 1           | 4           | Nagyon szakadt                         | Előárbóc és árbóc komoly károk                    | néhány lövés a vízvonalnál             |
| Ajax (74), Capt. William Brown                                                         | 2           | 16          | Nagyon szakadt                         | Csúcsvitorla árbóc                                | Ágyúrobbanás miatt ütegkárok           |
| Triumph (74), kapitány Henry Inman                                                     | 5           | 6           | Nagyon szakadt                         | Csúcsvitorla árbóc                                | Két leszerelt ágyú                     |
| Barfleur (98), kapitány George Martin                                                  | 3           | 7           | Elő árbóc és elővitorla                |                                                   |                                        |
| Agamemnon (64), kapitány John Harvey                                                   | 0           | 3           | Elő vitorla, tat vitorla, és fővitorla |                                                   |                                        |
| Windsor Castle (98), kapitány C. Boyles                                                | 10          | 35          | Nagyon szakadt                         | Teljes árbóc törött                               |                                        |
| Defiance (74), kapitány Philip Durham                                                  | 1           | 7           | Nagyon szakadt                         | Középső csúcsvitorla, fővitorlarúd, elővitorlarúd |                                        |
| Prince of Wales (98), Calder admirális zászlóshajója, kapitány W. Cumming              | 3           | 20          | Nagyon szakadt                         | Előárbóc,, középső árbóc csúcsvitorla és főárbóc  | A kormánylapát teljesen darabokra tört |
| Repulse (64), kapitány Hon. Arthur Keye-Legge                                          | 0           | 4           | Nagyon szakadt                         | Előárbóc                                          |                                        |
| Raisonnable (64), kapitány Josias Rowley                                               | 1           | 1           | Főárbóc vitorla                        | Néhány ágyúgolyó találat                          |                                        |
| Dragon (74), kapitány Edward Griffith                                                  | 0           | 4           |                                        |                                                   |                                        |
| Glory (98), Sir Charles Stirling ellentengernagy zászlóshajója, kapitány Samuel Warren | 1           | 1           | Nagyon szakadt                         | Előárbóc rúd                                      |                                        |
| Warrior (74), kapitány S. Hood Linzee                                                  | 0           | 0           | Nagyon szakadt                         | Néhány árbóc                                      | Jobb oldali támoszlop                  |
| Thunderer (74), kapitány William Lechmere                                              | 7           | 11          | Nagyon szakadt                         | Tatvitorla rúd, elővitorla és fővitorla rúd       | Különböző lövésnyomok                  |
| Malta (80), kapitány E. Buller                                                         | 5           | 40          | Nagyon szakadt                         | Hosszabb rudazat és minden árbóc                  |                                        |

### A francia–spanyol flotta
Villeneuve 20 sorhajóval rendelkezett (hat spanyol hajó: Argonauta, Terrible, America, España, San Rafaël, Firme; tizennégy francia hajó: Pluton, Mont Blanc, Atlas, Neptune, Bucentaure, Formidable, Intrépide, Scipion, Swiftsure, Indomptable, Aigle, Achille és Algésiras); hét fregatt és két brigg.
(Juan Ramón Viana Villavicencio szerint)
| Hajók (Spanyol hajók vastag betűvel)                                                                        | Veszteségek | Veszteségek | Károk                      | Károk                                                               | Károk                                                  |
| Hajók (Spanyol hajók vastag betűvel)                                                                        | Halott      | Sebesült    | Vitorlázat                 | Árbóc                                                               | Törzs és egyebek                                       |
| --- | ----------- | ----------- | -------------------------- | ------------------------------------------------------------------- | ------------------------------------------------------ |
| Argonauta (80), Federico Gravina altengernagy zászlóshajója, parancsnok Rafael de Hore                      | 6           | 5           | hátsó és előárbóc          | hajóorr él leszakadt                                                |                                                        |
| Terrible (74), parancsnok Francisco Vázquez de Mondragón                                                    | 1           | 7           | Sok szakadás               | Két ágyú leszerelve, a csúszka fellazult, a fedélzeten lövés nyomok |                                                        |
| América (64), parancsnok Juan Darrac                                                                        | 5           | 13          | Minden árbóc megsemmisítve | 60 találat                                                          |                                                        |
| España (64), parancsnok Bernardo Muñoz                                                                      | 5           | 23          | Sok szakadás               | Farvitorla ledőlt, különböző rudazatkárok                           | A kormánylapát részben letört, számos kár a hajótesten |
| San Rafael (80), parancsnok Francisco de Montes (elfoglalva)                                                | 41          | 97          | Mind leszakadt             | Teljesen lebontva                                                   | Szétlőve                                               |
| Firme (74), parancsnok Rafael de Villavicencio (elfoglalva)                                                 | 35          | 60          | Mind leszakadt             | Teljesen lebontva                                                   | Szétlőve                                               |
| Pluton (74), parancsnok Julien Cosmao-Kerjulien                                                             | 14          | 24          |                            |                                                                     |                                                        |
| Mont-Blanc (74), parancsnok Guillaume-Jean-Noël de Lavillegris                                              | 5           | 16          |                            |                                                                     |                                                        |
| Atlas (74), parancsnok Pierre-Nicolas Rolland, megsebesült                                                  | 15          | 52          |                            |                                                                     |                                                        |
| Berwick\|1775\|2 (74), parancsnok Jean-Gilles Filhol de Camas                                               | 3           | 11          |                            |                                                                     |                                                        |
| Neptune (80), parancsnok Esprit-Tranquille Maistral                                                         | 3           | 9           |                            |                                                                     |                                                        |
| Bucentaure (80), Villeneuve admirális zászlóshajója, parancsnok Jean-Jacques Magendie                       | 5           | 5           |                            |                                                                     |                                                        |
| Formidable (80), Pierre Dumanoir le Pelley altengernagy zászlóshajója, parancsnok Letellier                 | 6           | 8           |                            |                                                                     |                                                        |
| Intrépide (74), parancsnok Louis-Antoine-Cyprien Infernet                                                   | 7           | 9           |                            |                                                                     |                                                        |
| Scipion (74), parancsnok Charles Berenguer                                                                  | 0           | 0           |                            |                                                                     |                                                        |
| Swiftsure (74), parancsnok Charles-Eusèbe Lhospitalier de la Villemadrin                                    | 0           | 0           |                            |                                                                     |                                                        |
| Indomptable (80), parancsnok Jean Joseph Hubert                                                             | 1           | 1           |                            |                                                                     |                                                        |
| Aigle (74), parancsnok Pierre-Paulin Gourrège                                                               | 6           | 0           |                            |                                                                     |                                                        |
| Achille (74), parancsnok Louis-Gabriel Deniéport                                                            | 0           | 0           |                            |                                                                     |                                                        |
| Algésiras (74), Charles René Magon de Médine altengernagy zászlóshajója, parancsnok Gabriel-Auguste Brouard | 0           | 0           |                            |                                                                     |                                                        |

## Fordítás
- Ez a szócikk részben vagy egészben  a   Battle of Cape Finisterre (1805) című angol Wikipédia-szócikk fordításán alapul.  Az eredeti cikk szerkesztőit annak laptörténete sorolja fel. Ez a jelzés csupán a megfogalmazás eredetét és a szerzői jogokat jelzi, nem szolgál a cikkben szereplő információk forrásmegjelöléseként.